# Лю Шиин
Лю Шиин (кит. упр. 刘诗颖, пиньинь Liu Shiying, род. 24 сентября 1993 года) — китайская метательница копья, олимпийская чемпионка 2020 года, серебряный призёр чемпионата мира 2019 года, чемпионка Азиатских игр 2018 года.

## Биография и карьера
В 2015 году стал победительницей в секторе метания копья на чемпионате Азии, который проходил в Ухане.
Выступала в соревнованиях метательниц копья на летних Олимпийских играх 2016 года. Заняла итоговое 23-е место, метнув снаряд на 57,16 метров.
На чемпионате мира 2017 года, который проходил в Лондоне она показала восьмой результат, метнув копьё на 62,84 метра.
В 2018 году на летних Азиатских играх в Джакарте она метнула копьё на 66,09 метров и завоевала титул чемпионки Игр.
На предолимпийском чемпионате мира, который состоялся в Катаре в 2019 году, китайская спортсменка в метание копья в финале стала второй, показав результат 66,88 м и завоевала серебряную медаль турнира.
На Олимпийских играх 2020 года в Токио выиграла золото с результатом 66,34 м.

## Основные результаты
| Год  | Соревнования            | Место проведения         | Место  | Результат |
| ---- | ----------------------- | ------------------------ | ------ | --------- |
| 2015 | Чемпионат Азии          | Ухань, Китай             | 1      | 61,33     |
| 2016 | Летние Олимпийские игры | Рио-де-Жанейро, Бразилия | 23 (q) | 57,16 м   |
| 2017 | Чемпионат мира          | Лондон, Великобритания   | 8      | 62,84 м   |
| 2018 | Азиатские игры          | Джакарта, Индонезия      | 1      | 66,09 м   |
| 2019 | Чемпионат мира          | Доха, Катар              | 2      | 65,88 м   |